# Anton Christian Houen
Anton Christian Houen, född 18 september 1823 i Arendal, död 26 juli 1894 i Lausanne i Schweiz, var en norsk affärsman.
Anton Christian Houen var son till läraren och affärsmannen Ole Houen och Christiane Margarete Hoelfeldt Ellefsen Lund och bror till Christopher Holfeldt-Houen. Anton Christian Houen lämnade Norge vid 15 års ålder och grundade 1845 ett företag i Newcastle upon Tyne i Storbritannien, där han bedrev handel med länder runt Medelhavet. Han gifte sig där med Mary Ann Tompson. Paret fick fyra barn. Han drog sig tillbaka vid 50 års ålder, då han hade en ansenlig förmögenhet, och tillbringade resten av sitt liv i Florens i Italien. 
Houen donerade stora belopp till olika ändamål i Norge, bland annat till Fridtjof Nansens expedition med Fram 1893–1896, Nasjonalmuseet och en ny orgel till Trefoldighetskirken i sin barndomsstad Arendal.

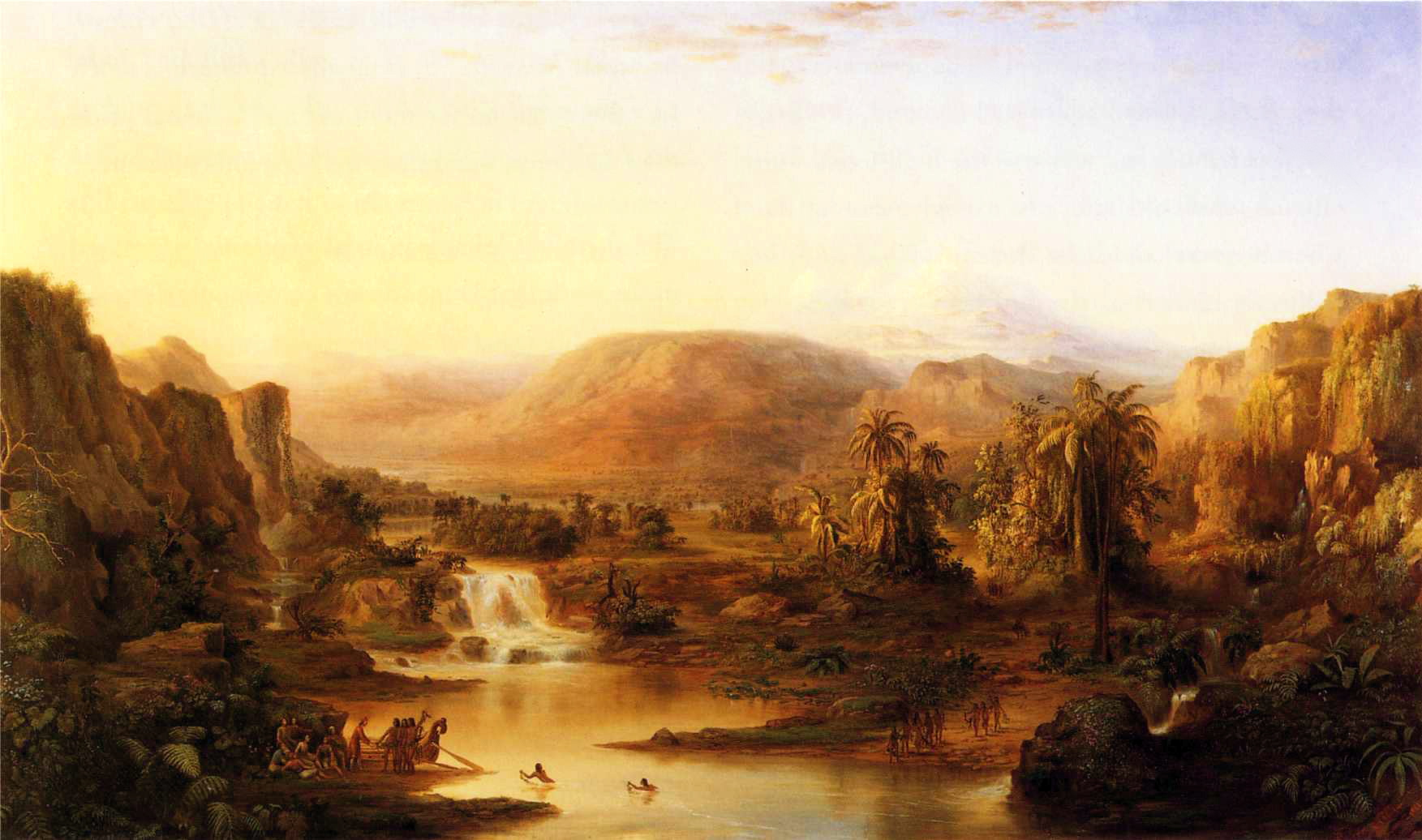
Land of the Lotuseaters ("Lotusätarnas land"] av Robert Seldon Duncanson, donerad 1887 till Nasjonalgalleriet

Ett av hans donerade konstverk 1887var Lotusätarnas land av amerikanen Robert Seldon Duncanson från 1861, vilken var avsedd att hängas i Kungliga slottet i dåvarande Kristiania, men har sedan unionsupplösningen 1905 funnits hos de Kungliga Hovstaterna i Sverige. Nasjonalmuseet for kunst, arkitektur og design har begärt att få den återlämnad, vilket Hovet inte gått med på.